# 卡莫章火山
卡莫章火山（英語：Kamojang crater）是一座位於印度尼西亞西爪哇省的火山，同時是一處地熱田與著名景點。火山口一部分位於萬隆縣內，另一部分在加魯特縣，距萬隆東南方約45（28英里），加魯特西北方25（16英里），較近的城市為馬賈拉雅，鄰近貢圖爾火山。該火山口因其地熱活動興盛，因而被列為活火山。

## 地熱活動
自20世紀早期，人類就對卡莫章火山的地熱能感興趣。1926年，荷蘭殖民政府在卡莫章火山鑽探第1座地熱井。目前此處的地熱場位於貢圖爾火山頂以西約7（4.3英里）處的斜坡上。共有4組地熱發電機運轉，第4機組在2013年1月開始，總運轉裝置容量為200兆瓦。2013年10月，當局與承包商簽約，準備建造計劃裝置容量35兆瓦的第5機組，預計2015年7月完工。
此處最早建立現代化地熱發電站是在1983年1月蘇哈托時期，目前由印尼國營電力公司的子公司印尼电源公司（PT Indonesia Power）進行營運。地熱田開採權則由印尼國家石油公司的子公司北塔米納地熱能公司（PT Pertamina Geothermal Energy）取得。